# Gachsaran Airport
Gachsaran Airport är en flygplats i Iran.   Den ligger i provinsen Kohgiluyeh och Buyer Ahmad, i den centrala delen av landet, 600 km söder om huvudstaden Teheran. Gachsaran Airport ligger 735 meter över havet.
Terrängen runt Gachsaran Airport är varierad.Runt Gachsaran Airport är det ganska glesbefolkat, med 45 invånare per kvadratkilometer. Närmaste större samhälle är Dogonbadan, 3,7 km nordväst om Gachsaran Airport. Omgivningarna runt Gachsaran Airport är i huvudsak ett öppet busklandskap.